# Новаківський Степан
Степан Новаківський (1863, с. Торки Перемиський повіт, Королівство Галичини та Володимирії — 1936) — селянин, український громадсько-політичний діяч. Посол до Галицького сейму в 1895—1901 роках.

## Життєпис
Старший брат Михайла Новаківського. 
Посол до Галицького крайового сейму в 1895—1901 роках (округ Перемишль, IV сільська курія; як радикал не входив до «Клубу руських послів соймових»). Під час виборів 1895 року на користь кандидатури Степана Новаківського зняв свою Іван Франко. 
1897 року очолював організований ним селянський виборчий комітет, який висував кандидатуру Івана Франка до Райхсрату в окрузі Перемишль — Добромиль — Мостиська. За це його переслідувала адміністрація Перемиського повіту (де-факто польська): ув'язнювала, незважаючи на наявність у нього мандата Галицького сейму. Завдяки рішенням Перемиського суду був виправданий. 
Згадував спонукання до свого депутатства (послівства):
У Львові (1892 року) пробули ми 2 дні; Франко ходив з нами всюди, показував, пояснював. Завів нас до сейму, який саме тоді радив. Велике враження справило на мене, коли я побачив однісінького посла в мужицькому сіряку, — це був посол із Станіславівщини Йосиф Гурик.
Під час сесій мешкав разом з Дмитром Остапчуком у домі Івана Франка. Цитата: …що для нас було потрібно в сеймі, — чи які промови, чи подання або інтерпеляції, — все те виготовляв нам І. Франко, а ми з тим матеріалом йшли до сейму, як учні до школи.
Кандидував на виборах до Галицького крайового сейму у 1901 року, однак програв крайовому адвокатові, докторові Владиславові Чайковському, набравши 34 голоси виборців зі 170-ти.
Неодноразово приймав у себе Івана Франка. 1899 року став співзасновником Української соціал-демократичної партії, відтак діячем УСДП.